# Frasina
Frasina – wieś w Rumunii, w okręgu Vâlcea, w gminie Roești. W 2011 roku liczyła 16 mieszkańców.